# Ceromya fera
Ceromya fera är en tvåvingeart som först beskrevs av Louis-Paul Mesnil 1954.  Ceromya fera ingår i släktet Ceromya och familjen parasitflugor.
Artens utbredningsområde är Kongo. Inga underarter finns listade i Catalogue of Life.